# Alliance de centre
 (avril 2018).
Si vous disposez d'ouvrages ou d'articles de référence ou si vous connaissez des sites web de qualité traitant du thème abordé ici, merci de compléter l'article en donnant les références utiles à sa vérifiabilité et en les liant à la section « Notes et références ».
Pour les articles homonymes, voir Alliance du centre.
Ne doit pas être confondu avec Alliance centriste.
L'Alliance du Centre ou Alliance du centre pour la liberté (en italien, Alleanza di Centro per la Libertà, AdC) est un parti politique italien fondé en novembre 2008.
L'ADC regroupe des éléments de l'Union des démocrates chrétiens et du centre favorables à l'alliance avec le Peuple de la liberté et au soutien au gouvernement de centre-droit de Silvio Berlusconi. Elle est dirigée par Francesco Pionati, seul député de ce mouvement à la Chambre des députés, ancien porte-parole de l'UDC.
Pour les élections européennes de juin 2009, il se présente dans le cadre de la coalition électorale, baptisés « L'Autonomie » avec La Droite, le Parti des retraités et le Mouvement pour les autonomies et n'obtient aucun élu. Il rejoint le groupe parlementaire Initiative responsable en janvier 2011.
En décembre 2012, elle s'allie avec la Démocratie chrétienne de Gianni Fontana.